# Pharsalia matangensis
Pharsalia matangensis là một loài bọ cánh cứng trong họ Cerambycidae.